# Sivry-Rance
Sivry-Rance é um município da Bélgica localizado no distrito de Thuin, província de Hainaut, região da Valônia.